# Культ предков в индуизме
Культ предков — один из древнейших и наиболее разработанных культов в индуизме. Занимая одно из важнейших мест в данной индийской религии, включает в себя целый ряд верований и ритуалов, основная цель которых — обеспечить умершим достойную жизнь после смерти.

## Верования
Данный культ прошел длинный путь исторического развития — от эпохи Вед, с их идеей постепенного, при помощи ритуала превращения души покойного (прета) в обожествленного предка (питри), до пуранического периода, сохранившего многие детали ведийской обрядности, уделяя при этом основное внимание концепции перерождения.

## Ритуалы
Непосредственно к культу предков относятся ритуалы погребения (антьешти) и обряды поминовения умерших (шраддха), сопровождаемые возлияниями воды (тарпана). Последние совершаются как в определенные дни после смерти человека, так и по особым случаям (например, когда требуется помощь предков). Также поминовение надо совершать во определенные дни года, прежде всего во время питри-пакши, темной половины месяца ашвина. Обряд совершается главным мужчиной в семье, чаще всего старшим сыном покойного, и поминаются прежде всего три поколения предков по мужской линии — отец, дед и прадед жертвователя. Именно поэтому для индуса так важно иметь сына, религиозным долгом (питри-рин) которого будет совершить антьешти и шраддху.
Важной составной частью многих обрядов индуистского культа предков является кормление мертвых, зачастую также присутствующих брахманов. В качестве пищи питри могут подносить разнообразные продукты, но чаще всего это пинды (шарики, сделанные из сваренного риса и нередко смешанные с зернами черного сезама, медом, молоком) и вода. Кормление брахманов принято из-за верования, что они в момент обряда представляют собой души тех самых поминаемых предков. Тем самым, всё, что получат брахманы, автоматически будут получать и питри.